# Hugo Sousa
Hugo Sousa é um comediante, actor e apresentador de televisão português nascido a 23 de Fevereiro de 1980 no Porto. 
Participou inúmeras vezes no programa Levanta-te e Ri da Sic, trabalhou vários anos no Porto Canal com o programa Bolhão Rouge, apresentou o Canta Portugal, o Eu sou Portugal e foi uma das caras da praça da Alegria da RTP1. É autor de textos e anda por todo o país com espectáculos de stand-up comedy. Lançou um DVD de stand-up gravado ao vivo no teatro Villaret em Lisboa. É muito ativo nas redes sociais. Em 2015 e 2016 fez uma tour por várias cidades com o espetáculo “Frenético”. 
Em 2017 fez uma tour por muitas cidades Portuguesas com um show de stand-up chamado: "On the Rocks" onde incluía várias histórias da sua vida. No mesmo ano teve um programa na SIC Radical chamado “A vida do Sousa” baseado na sua vida como comediante.
Em 2018 lançou a tour “Maturado” que foi a sua tour com maior sucesso até então.
Em 2019 lançou uma nova tour com o nome: Fora do Contexto.
Em 2020 foi comentador do reality-show Big Brother 2020 da TVI.
Em 2021 estreia-se enquanto ator na novela Festa é Festa da TVI.